# Eduardo Cuitiño Bosio

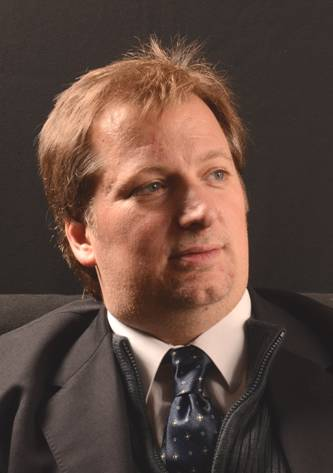
Eduardo Cuitiño (2013)

Eduardo Cuitiño (* 28. Januar 1974 in Montevideo) ist ein uruguayischer Schriftsteller, Essayist und Mathematiker, der durch seine Forschungen und seine Veröffentlichungen über zwei historische Figuren bekannt geworden ist: Carlos Gardel und Jack the Ripper.

## Leben
Er schloss sein Studium an der Fakultät der Wissenschaften der Universidad de la República im Jahr 2001 als Diplommathematiker (Statistik) ab. Seither ist er Dozent an der Universität ORT-Uruguay und als Statistiker tätig.
Sein Interesse als Forscher besteht darin, die Geschichte mit der Mathematik und der Statistik zu verbinden.
Er wurde bekannt durch eine Reportage vom 24. Juni 2012 in der Tageszeitung El País aus Montevideo, in der er darlegte, warum Carlos Gardel nach seinen Berechnungen weder im Jahr 1890, noch 1883 oder 1884 geboren wurde, wie damals debattiert wurde, sondern Anfang 1887.
Im Mai 2013 veröffentlichte Eduardo Cuitiño im Verlag Fin de Siglo „Gardel, el muerto que habla“ (Gardel: Der Tote, der spricht) (das Buch wurde von Ing. Juan Grompone zusammen mit der Schriftstellerin Susana Cabrera präsentiert); hier spielt der uruguayische Schriftsteller mit der Lieblingszahl Gardels, der 48, auf die er bei seinen Wetten setzte und die Cuitiño zufolge Gardels Alter bei seinem Tod entspricht.
In seinem Essay begründet der Autor, dass die Carlos Gardels biologischen Besonderheiten auf seine Herkunft aus einer inzestuösen Beziehung zwischen Carlos Escayola und María Lelia Oliva zu erklären ist und weist auf dessen Aufenthalt im Gefängnis von Ushuaia und auf die Fälschung seines vermeintlichen holographischen Testaments hin. Er belegt außerdem – auf der Grundlage eines Dokumentes von 1904 – die Existenz eines anderen Jungen, durch Dokumente ausgewiesen als Franzose, der mit Carlos Gardel in Verbindung gebracht wurde, um dessen Autorenrechte zu kassieren.
Gardel wurde 1904 in einer Polizeistation im Ort Florencio Varela festgenommen; wie in den Akten festgehalten wurde, maß er 1,60 Meter. Damit diese Größe biologisch mit dem vermeintlichen französischen Jungen übereinstimmt, hätte er in Wirklichkeit ca. 1,40 Meter groß sein müssen.
Eduardo Cuitiño wurde von der Presse diesbezüglich mehrfach interviewt und seine These erhielt großen Rückhalt, als die Stadtverwaltung von Tacuarembó das Jahr 1887 offiziell als Geburtsjahr Gardels festlegt, auf der Grundlage dessen, wie Gardel in allen seinen Unterlagen unterschrieb: Uruguayer, geboren 1887 in Tacuarembó.
Zurzeit ist Eduardo Cuitiño mit einem neuen Essay über die wirkliche Identität des Jack the Ripper beschäftigt, über den er bereits einen Roman verfasst hat: „Viajando en el tiempo para atrapar a Jack el destripador“ (Eine Reise in die Vergangenheit auf den Spuren des Jack the Ripper). Wieder aufgrund seiner Berechnungen kommt er zu dem Ergebnis, dass Jack the Ripper niemand anderes ist als der Chirurg Stephen Herbert Appleford, der sicherlich nicht allein gehandelt hat.
Mit seinen Recherchen ist Eduardo Cuitiño einer der wenigen lateinamerikanischen Autoren, die das Thema Jack the Ripper ernsthaft angegangen sind, neben dem Nicaraguaner Arquímedes González und dem Uruguayer Gabriel Pombo.

## Artikel in der geschriebenen Presse
- Uruguay klammert sich an Gardel, 78 Jahre nach seinem Tod: Kürzlich wurden zwei Bücher vorgestellt, die an seiner uruguayischen Herkunft festhalten; die Regierung ergreift Maßnahmen, um den Tango zu fördern, Artikel in ‘El Observador‘ (Uruguay), 24. Juni 2013.[7]

Buchpräsentation Gardel: el muerto que habla 2013
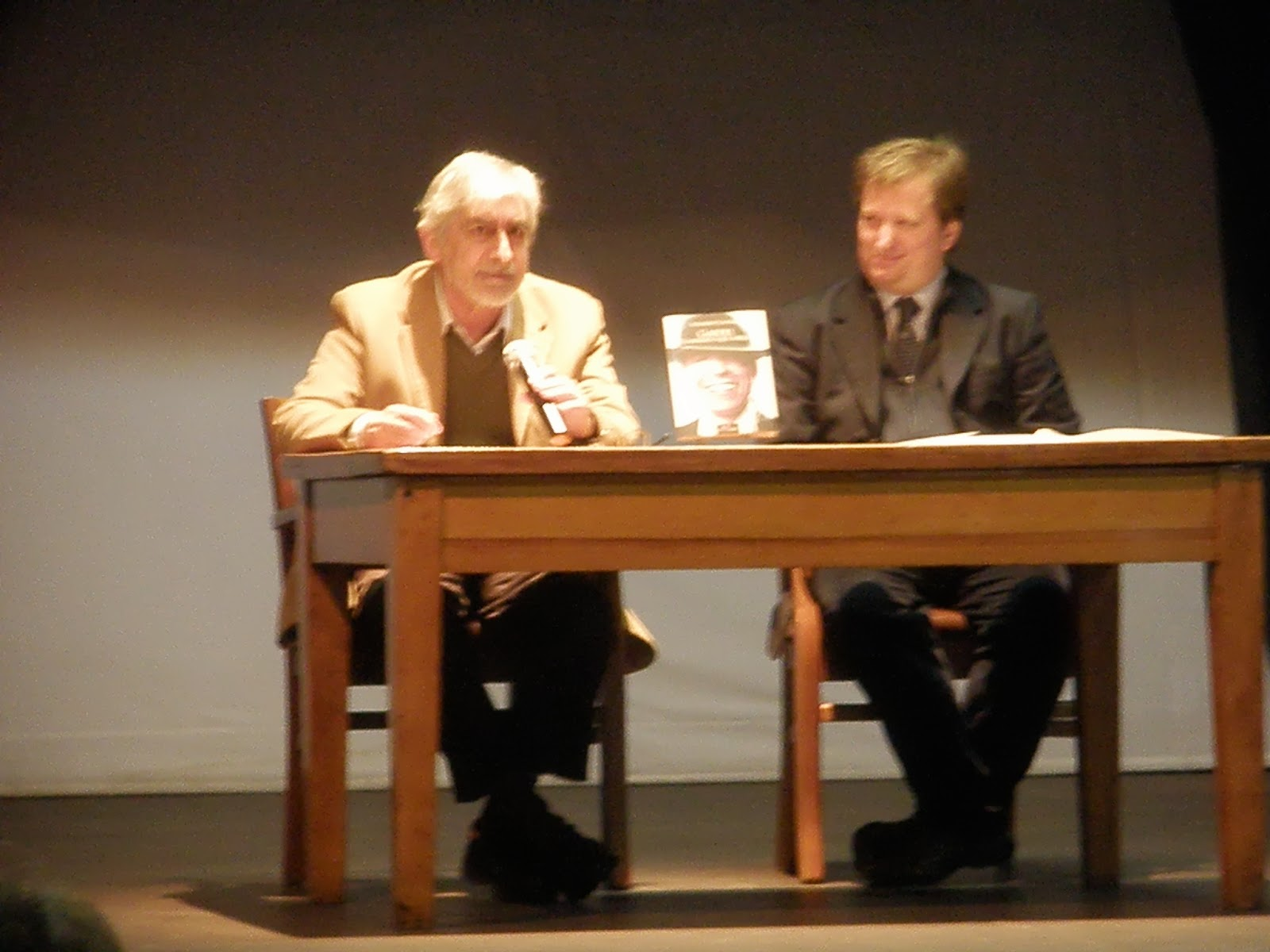
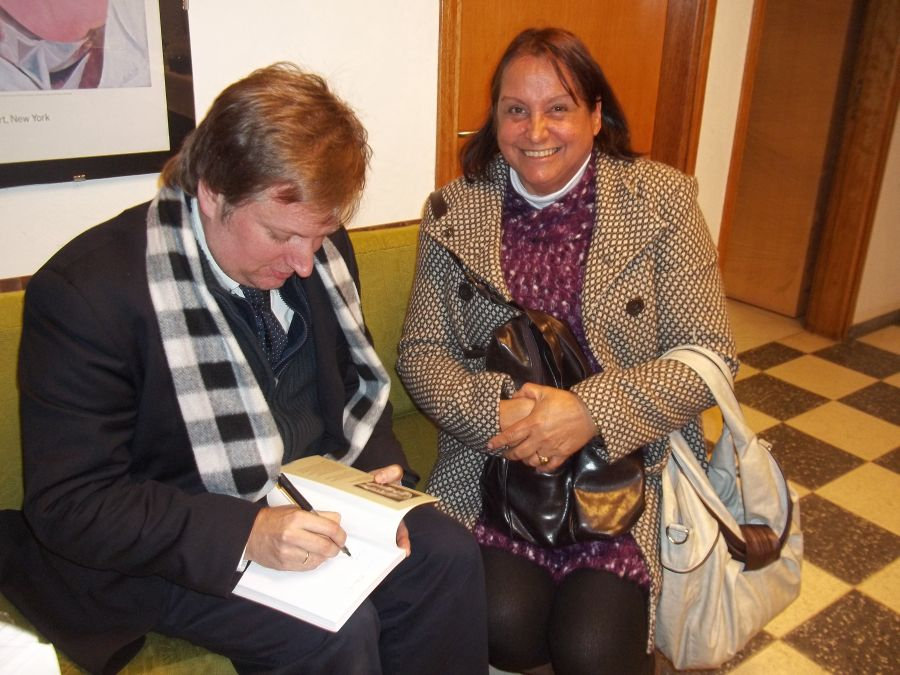
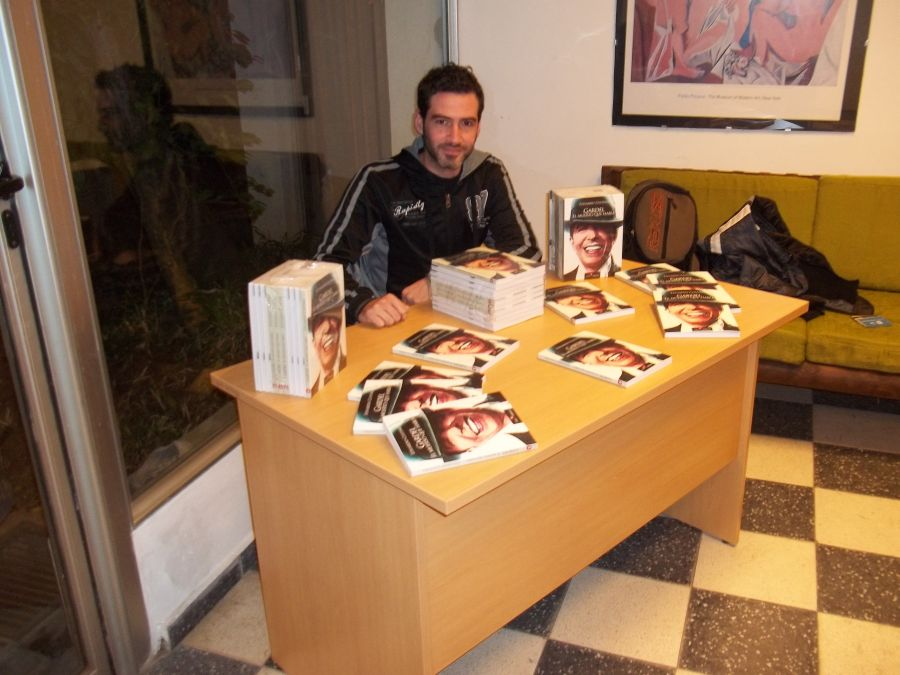
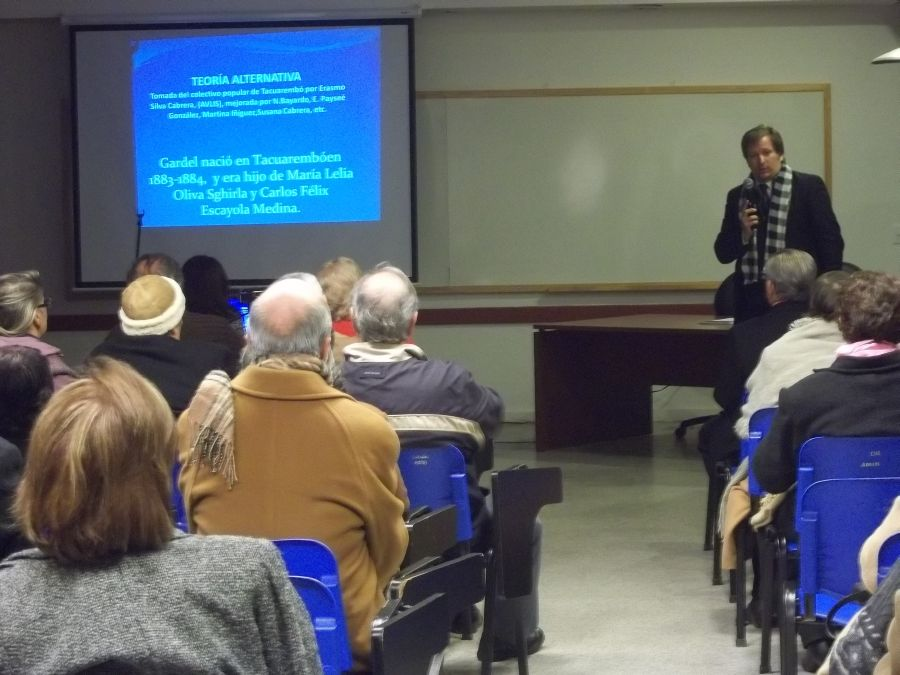
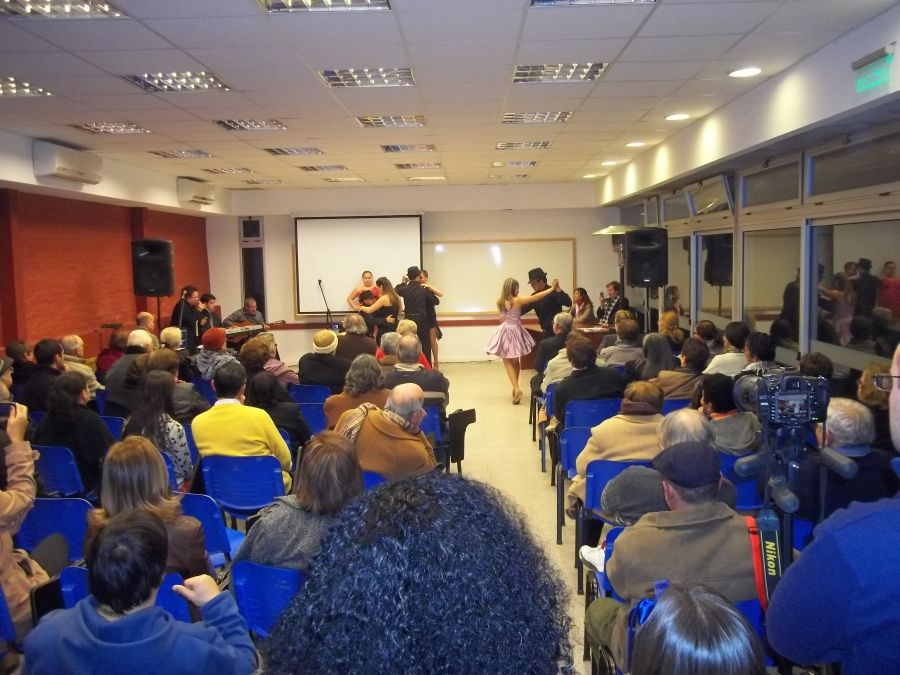
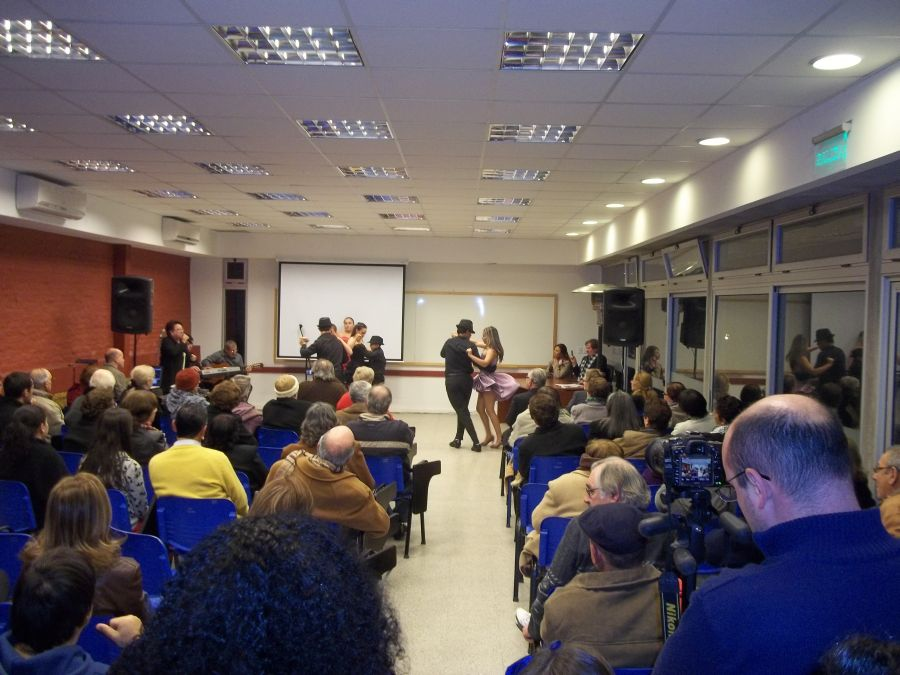

Eduardo Cuitiño im Universitätszentrum von Rivera, 26. Juni 2013, anlässlich der Buchpräsentation seines Buches „Gardel: el muerto que habla“ (Gardel: Der Tote, der spricht).

## Veröffentlichungen
- (spanisch) Eduardo Cuitiño, Gardel: el muerto que habla (Gardel: Der Tote, der spricht), Verlag “Fin de Siglo”, 22. Juli 2013 (findesiglo.com.uy).
- (spanisch) Eduardo Cuitiño, Viajando en el tiempo para atrapar a Jack el Destripador (Eine Reise in die Vergangenheit auf den Spuren des Jack the Ripper), “SlideShare”, 2. Oktober 2012 (es.slideshare.net).
- (spanisch) Eduardo Cuitiño, Anecdotario de Carlos Gardel (Anekdotensammlung zu Carlos Gardel), erschienen in der Presse.

## Interviews
- Interview im Fernsehsender Canal 10 mit Eduardo Cuitiño, vom 24. Juni 2013 (findesiglo.com.uy) (spanisch)
- Interview von Mauricio Almada mit Eduardo Cuitiño im Radiosender ‘810 VIVO Avances, Tendencia y Actualidad, Radio El Espectador (findesiglo.com.uy) (spanisch), vom 8. Juli 2013 (Video) (spanisch).
- Artikel von Francisco Javier Lama (EFE-Subrayado) mit Eduardo Cuitiño, Autor des Buchs Gardel: el muerto que habla (Gardel: Der Tote, der spricht): Mathematische Theorie belegt, dass Carlos Gardel Uruguayer ist; ADN-Analyse angefordert (Universitätsdozent in Montevideo, Experte in Probabilitätsrechnung und Mathematik, berechnete, dass Gardel Uruguayer ist), 1. Juni 2013 (subrayado.com.uy) (spanisch).